# Baranów Sandomierski
Baranów Sandomierski este un oraș în județul Tarnobrzeg, voievodatul Podcarpației, Polonia.